# Can Tafura
Can Tafura és una masia de Tavertet (Osona) inclosa a l'Inventari del Patrimoni Arquitectònic de Catalunya.

## Descripció
Masia de petites dimensions assentada sobre el desnivell del terreny. És coberta a dues vessants i amb el carener perpendicular a la façana la qual es troba orientada a llevant, on presenta un portal rectangular que correspon al primer pis. A migdia consta de dos pisos, i el portal és rectangular, en aquest indret sobresurt un cos abrigat per la mateixa vessant de la muntanya. A la part de tramuntana només hi ha una finestra. És construïda amb pedra sense polir llevat dels portals i finestres que són de pedra picada. L'estat de conservació és bo malgrat que la casa es trobi deshabitada.

## Història
És una petita construcció rural que es troba dins l'antic terme de la quadra i Castell de Sorerols. No es troba registrada en els fogatges del segle xvi. És una masoveria del mas Sobiranes la història del qual data del segle xii.